# Bovenkruierbrug
Bovenkruierbrug (Brug 897) is een bouwkundig kunstwerk in Amsterdam-Noord.
De vaste brug is gelegen in de Molenaarsweg over een voet- en fietspad dat de verbinding verzorgt tussen de buurten Molenwijk en Walvisbuurt. Genoemd voet- en fietspad met de naam Molenwijk raakt de kopgevel van flat Bovenkruier.
De brug werd in de jaren 1968 en 1969 gebouwd naar een ontwerp van architect Sier van Rhijn, die werkte voor de Dienst der Publieke Werken. Het kantoor van Van Rhijn was ook verantwoordelijk voor de brugleuningen. Brug 897 maakt deel uit van een pakket aan bruggen Brug 893, brug 895, brug 896, brug 897, brug 898 en brug 899. Ze stonden als pakket bekend als de 18-meterbruggen. Sier van Rhijn zou ongeveer twintig bruggen voor Amsterdam ontwerpen (gerekend zonder de bruggen voor de Amsterdamse Metro).
De liggerbrug is gebouwd op betonnen heipalen en heeft een lengte van 18,30 meter waarvan 17 meter niet ondersteund wordt. De brug is 9,90 meter breed, waarvan (bij oplevering) acht meter voor de rijweg. Het uiterlijk van de 18-meter bruggen bestaat uit een grijs brugdek, blauwe brugleuningen en grijze T-vormige borstweringen, die ogen als sculpturen.
De bruggen gingen naamloos door het leven totdat de gemeente in 2018 25 bruggen voorzag van een naam. De naam verwijst naar de flat die op zich vernoemd is naar een type molen, de bovenkruier.

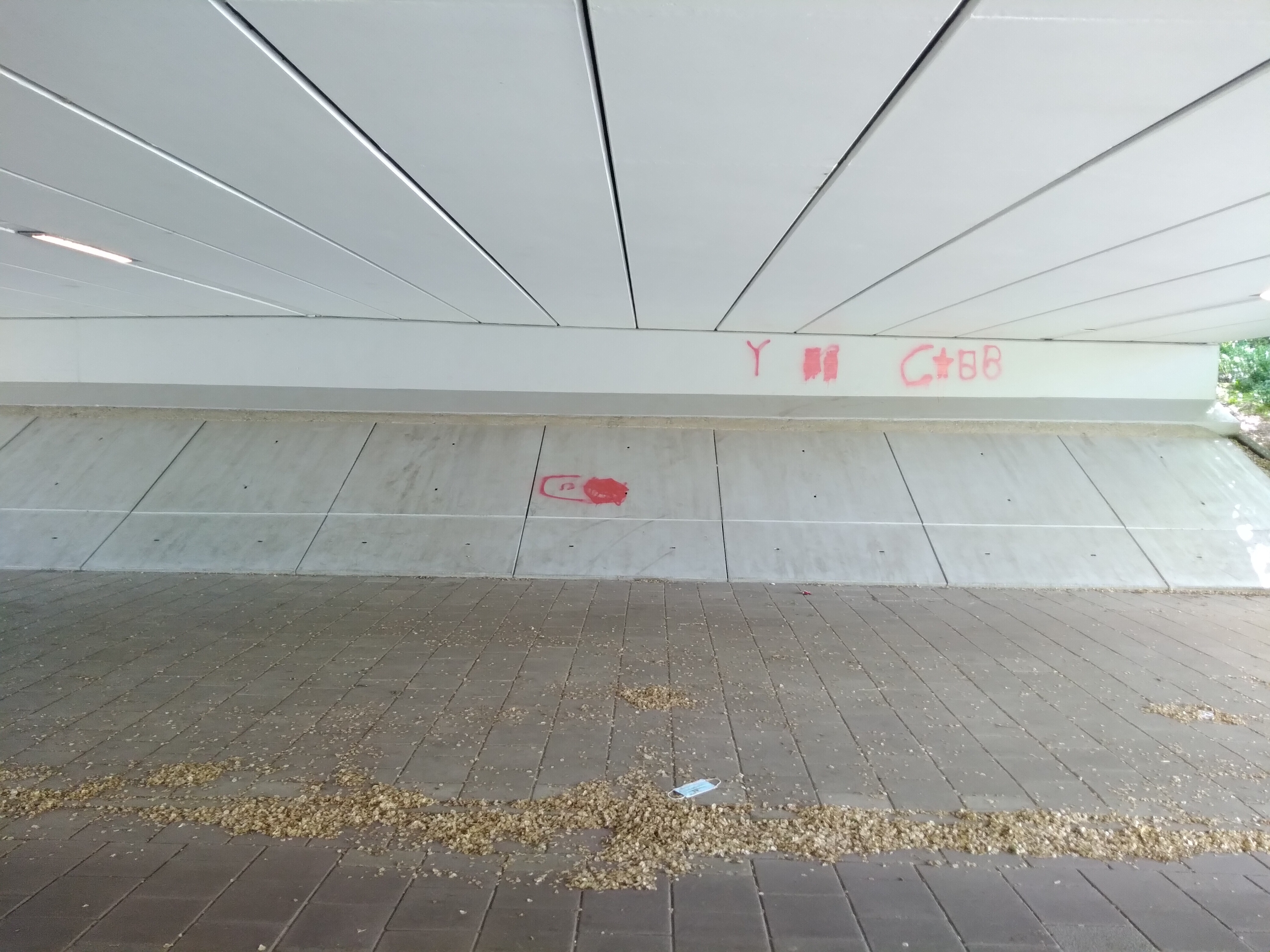
De betonnenliggers van brug 897 (juni 2021)

<<< · 801 · 802 · 803 · 804 · 805 · 808 · 811 · 812 · 813 · 814 · 815 · 816 · 817 · 818 · 819 · 820 · 821 · 822 · 823 · 824 · 825 · 826 · 827 · 828 · 829 · 830 · 831 · 832 · 833 · 834 · 835 · 836 · 837 · 838 · 839 · 840 · 841 · 842 · 844 · 845 · 846 · 848 · 849 · 850 ·  854 · 856 · 857 · 858 · 859 · 860 · 863 · 864 · 865 · 866 · 867 · 868 · 869 · 870 · 871 · 872 · 873 · 875 · 876 · 877 · 889 · 890 · 891 · 892 · 893 · 895 · 896 · 897 · 898 · 899 · >>>
Brugnummers 800, 806, 807, 809, 810, 843 (gesloopt, Uilenstede, Amstelveen), 847 (Uilenstede, Amstelveen) , 851 (gesloopt, Dirk Sterenberg), 852 (gesloopt, Dirk Sterenberg), 853 (gesloopt, Dirk Sterenberg), 855, 861, 862, 874, 878, 879, 880, 881, 882, 883, 884, 885, 886, 887, 888, 894 zijn niet (meer) vergeven.